# Anne Heggtveit
Anne Heggtveit, kanadska alpska smučarka, * 11. januar 1939, Ottawa, Kanada.
Svoj največji uspeh je dosegla na Olimpijskih igrah 1960, ko je postala olimpijska prvakinja v slalomu, tekma je štela tudi za svetovno prvenstvo, ob tem je osvojila tudi naslov svetovne prvakinje v kombinaciji, ki tedaj ni bila olimpijska disciplina. Leta 1960 je bila sprejeta v Kanadski športni hram slavnih.